# Victor Snacken
Edmond Julien Victor Snacken (Lillo, 7 februari 1889 - Borsbeek, 19 september 1959) was een Belgisch politicus.

## Levensloop
Snacken was van beroep schoolhoofd van het parochiaal onderwijs te Antwerpen.
Daarnaast was hij politiek actief. In maart 1947 werd hij aangesteld als burgemeester van Borsbeek in opvolging van Florent Reusens. Hij oefende dit mandaat uit tot de gemeenteraadsverkiezingen van 1958, waarna hij werd opgevolgd als burgemeester door Leopold Govaerts.
Zijn uitvaartplechtigheid vond plaats in de Sint-Jacobuskerk (noodkerk) te Borsbeek. Een laatste rustplaats kreeg hij op de begraafplaats van Borsbeek.